# داء البرتونيلات
داء البرتونيلات أو البارتونلية أو البرتونيللوز أو حمى أورويا أو ثؤلول البيرو (بالإنجليزية: Bartonellosis)‏ هو مرض مُعدٍ تنتجه بكتيريا جنس البرتونيلا. أنواع البرتونيلا تتسبب في أمراض مثل مرض كاريون وحمى الخندق ومرض خدش القطة وداء الورم الوعائي العصبي وفرفرية كبدية وتجرثم الدم المزمن والتهاب الشغاف واعتلال العقد الليمفاوية المزمن واضطرابات عصبية.

## الأحياء المجهرية
أعضاء جنس البرتونيلا هي بكتيريا إرادية داخل الخلايا، والمجموعة الفرعية ألفا 2 بروتيوباكتيريا. جنس البرتونيلا يحتوي:
| نوع البرتونيلا         | المستودع | المرض                                                          |
| ---------------------- | -------- | -------------------------------------------------------------- |
| برتونيلة عصوية الشكل   | الإنسان  | مرض كاريون                                                     |
| برتونيلة خماسية        | الإنسان  | حمى الخندق، تجرثم الدم، الورم الوعائي العصوي، التهاب الشغاف    |
| مرض خدش القطة          | القطط    | مرض خدش القطة، الورم الوعائي العصوي، تجرثم الدم، التهاب الشغاف |
| Bartonella elizabethae | الفئران  | التهاب الشغاف                                                  |
| Bartonella grahamii    |          | التهاب شبكية العين                                             |
| Bartonella vinsoni     | الكلاب   | التهاب الشغاف، تجرثم الدم                                      |
| Bartonella washonsis   | القوارض  | التهاب العضلة القلبية                                          |
| Bartonella clarridgiae | القطط    | تجرثم الدم                                                     |
| Bartonella rochalimae  | الإنسان  | متلازمة مشابهة لمرض كاريون                                     |

## تاريخ الاكتشاف

### داء كاريون
تم تسمية هذا المرض باسم طالب الطب دانيال ألسيدس كاريون من سيرو دي باسكو، بيرو. وصف كاريون هذا المرض بعد تلقيحه بناء على طلبه بصديد إصابة جلدية من المريض كارمن باريديس في عام 1885 بواسطة الطبيب إيفاريستو م. شافيز، وهو صديق مقرب وزميل في مستشفى دوس دي مايو الوطني. أصيب كاريون بالمرض بعد ثلاثة أسابيع من التلقيح واحتفظ بتسجيل دقيق للأعراض والعلامات السريرية حتى جعله المرض عاجزا وتوفي في سن 28 بعد عدة أسابيع لاحقة - 5 أكتوبر 1885. أثبت كاريون أن حمى أورويا وفيروجا بيروانا كانتا مرحلتين من نفس المرض، وليسا مرضين مختلفين كما كان يُعتقد في ذلك الوقت. لم يؤد عمله إلى علاج على الفور، إلا أن أبحاثه بدأت العملية. يذكر أن بيرو اعتبرت يوم 5 أكتوبر «يوم الطب البيروفى» تكريما له.
اكتشف عالم الأحياء المجهرية البيروفي ألبيرتو بارتون في عام 1905 البكتيريا المسببة، ولكن نتائجه لم تنشر حتى عام 1909. قد عرفها بارتون في الأصل كهياكل «داخل كروية»، وهي بكتيريا تعيش داخل كرات الدم الحمراء. حتى عام 1993، كان جنس البرتونيلا، داخل العائلة البارتونيلاسية يحتوي على نوع واحد فقط، بينما هناك 23 نوعا معروفا.

### مرض خدش القطة
في عام 1988، قام الإنجليز وآخرون  بعزل وزراعة بكتيريا كانت تسمى أفيبيا فيليس في عام 1992 بعد أن اكتشفها فريق في معهد القوات المسلحة للأمراض. اعتبر هذا العامل مسبب مرض خدش القطة ولكن الدراسات الأخرى فشلت في دعم هذا الاستنتاج. ربطت الدراسات المصلية بين مرض خدش القطة وبرتونيلا هنسيلي، ذُكر ذلك في عام 1992. في عام 1993، عزل دولان  روشاليما هنسيلي (تسمى الآن بارتونيلا هنسيلي) من العقد الليمفاوية من المرضى الذين يعانون من مرض خدش القطة.
عادة ما تعالج البارتونيلا بالمضادات الحيوية بما في ذلك أزيثروميسين، استنادا إلى تجربة سريرية عشوائية واحدة صغيرة. قد يستغرق العلاج ما يصل إلى سنة واحدة للقضاء تماما على المرض. مرض خدش القطة غالبا ما يُشفى تلقائيا بدون علاج.

### حمى الخندق
ظهر الوصف المفصل للمرض بين الجنود خلال الحرب العالمية الأولى. وعرف أيضا باسم الحمى الخمسة أيام، وحمى الكنتان، وحمى ولهيني، وحمى الخندق في المناطق الحضرية، لأنه يحدث في الأشخاص المشردين ومدمني الكحوليات.

## علم الأوبئة
مرض كاريون، أو حمى أورويا، أو ثؤلول بيرو هو مرض معد نادر وجد فقط في بيرو، والإكوادور، وكولومبيا. وهو متوطن في بعض المناطق في بيرو،  وينتج عن عدوى بكتيريا بارتونيلا باسيليفورميس، وينتقل عن طريق الفواصد من جنس لوتزوميا.
يحدث مرض خدش القطة في جميع أنحاء العالم. القطط هي المستدودع الرئيسي للبارتونيلا هنسيلي، وتنتقل البكتيريا إلى القطط بواسطة برغوث القطط كتينوسيفاليديس فيليس. العدوى في القطط شائعة جدا مع انتشار يقدر بين 40-60٪، والقطط الأصغر سنا أكثر تعرضا للإصابة بالعدوى. القطط عادة ما تتولد لديها مناعة ضد العدوى، في حين أن الكلاب قد تكون مظهرة للأعراض جدا. قد يكتسب البشر المرض أيضا عن طريق البرغوث أو لدغات القراد من الكلاب المصابة والقطط والقيوط والثعالب.
حمى الخندق، التي تنتجها عدوى البرتونيلة كوينتانا، تنتقل عن طريق (قمل الجسم البشري) ليوس بيديكيولس. البشر هم المستودع الوحيد المعروف. الغسيل الشامل للملابس قد يساعد على وقف انتقال العدوى.
ولا يزال الدور المحتمل للقراد في نقل أنواع البرتونيلة يحتاج إلى تفسير؛ في نوفمبر 2011، تم الإبلاغ عن الحمض النووي لبارتونيلا روشاليما، وB. كوينتانا، وB. إليزابيثاي لأول مرة في ريبيسيفالوس سانغينيوس وقراد ديرماسنتور نيتنس في بيرو.

## الفيسيولوجيا المرضية
في الثدييات، تتكيف كل أنواع البرتونيلا بشكل كبير مع المستودع المضيف نتيجة للتطفل داخل الخلايا ويمكنها أن تعيش في مجرى الدم للمضيف. يلاحظ التطفل داخل الكريات الحمراء فقط في المرحلة الحادة من مرض كاريون. أنواع البرتونيلا لديها أيضا توجه نحو الخلايا البطانية، وهو ما لوحظ في المرحلة المزمنة من مرض كاريون (المعروف أيضا باسم فيروجا بيروانا) وفي الورم الوعائي العصوي. الاستجابة المرضية يمكن أن تختلف حسب الوضع المناعي للمضيف. يمكن أن تؤدي العدوى بالبرتونيلا هنسيلي إلى رد فعل تقيحي موضعي (مرض خدش القطة في المرضى قليلي المناعة)، واستجابة التكاثر الوعائي متعدد البؤر (ورم وعائي عصوي في المرضى الذين يعانون من نقص المناعة)، والتهاب الشغاف، أو التهاب السحايا.

## الأعراض السريرية

### داء كاريون
يمكن للمرضى أن يمروا بمرحلتين سريريتين: مرحلة إنتانية حادة ومرحلة اهتياج مزمنة مصحوبة بآفات جلدية. في المرحلة الحادة (المعروف أيضا باسم حمى أورويا أو فيبري دي لا أورويا)، تكون عدوى البرتونيلا العصوية عدوى مفاجئة، يمكن أن تكون مهددة للحياة ومصحوبة بارتفاع في درجة الحرارة وانخفاض مستويات خلايا الدم الحمراء المتداولة (أي فقر الدم الانحلالي) ونقص مناعي مؤقت. تعتبر البرتونيلا العصوية أكثر الأنواع فتكا حتى الآن، مع معدل وفيات يصل إلى 90٪ خلال المرحلة الحادة، والتي عادة ما تستغرق أسبوعين إلى أربعة أسابيع. تظهر مسحات الدم المحيطي تسمم الكريات مع العديد من العصيات الملتصقة بخلايا الدم الحمراء. ويظهر أيضا نقص الصفائح ويمكن أن يكون شديدا جدا. من الأعراض العصبية (نيوروبارتونيلوسيس) تغيير الحالة العقلية، والإثارة، أو حتى الغيبوبة، والترنح، والتهاب السحايا الشوكي، أو الشلل. وتظهر في 20٪ من المرضى الذين يعانون من العدوى الحادة، حيث يكون تقدم المرض بتحفظ شديد مع نسبة وفاة حوالي 50٪. أكثر المضاعفات المخيفة هي الإصابة بالعدوى بشكل رئيسي عن طريق الأمعائيات، وخاصة السالمونيلا (كل من سالمونيلا تيفي وسالمونيلا. غير التيفية، وكذلك إعادة تنشيط داء المقوسات وغيرها من العدوى الانتهازية.
يتكون العرض المزمن من اهتياج الجلد الحميد مع العقيدات الأرجوانية المحمرة (ورم وعائي). يمكن رؤية البكتيريا بالمجهر، إذا صبغت خزعة الجلد بصبغة فضية (طريقة وارثين ستاري).

### مرض خدش القطة
مرض خدش القطة هو نتيجة للعدوى ببرتونيلا هنسيلي ويظهر كتضخم تدريجي في العقد الليمفاوية في المنطقة (الإبطية والفخذ والرقبة) التي قد تستمر 2-3 أشهر أو أكثر، وخدش وحشي و / أو بثرات الجلد البنية الحمراء (لا تظهر دائما في وقت المرض). العقدة الليمفاوية الكبيرة تكون مؤلمة ومتصلبة.العدوى محدودة ذاتيا. اولغدد الليمفاوية قد تتقيح، معظم المرضى يمكن أن يبقوا بدون حمى أو أعراض. تشمل الأعراض الأخرى الحمى (وخاصة عند الأطفال)، ومتلازمة بارينود في العين، واعتلال الدماغ، والتهاب الأعصاب.

برتونيلا هنسيلي يمكن أن تكون مصحوبة بتجرثم الدم، والورم الوعائي العصوي، والفرفرية الكبدية في مرضى فيروس نقص المناعة البشرية، وتجرثم الدم والتهاب الشغاف في المرضى معتدلي المناعة والمرضى الذين يعانون من نقص المناعة. الأعراض قد تشمل التعب والصداع والحمى وفقدان الذاكرة، والارتباك، والأرق، وفقدان القدرة على التنسيق. البكتيريا تحجب الاستجابة المناعية الطبيعية عن طريق قمع مسار NF-κB لموت الخلايا المبرمج. يمكن تسريع تطور المرض إذا أصيب المضيف بعد ذلك بالفيروس القامع للمناعة مثل فيروس إبشتاين بار.

### الورم الوعائي العصوي
يمكن أن تسبب برتونيلا هنسيلاي وبرتونيلا كوينتانا ورم وعائي عصوي، وهو ورم وعائي تكاثري يؤثر أساسا على الجلد، وغيره من الأجهزة. تم وصف المرض لأول مرة في مرضى فيروس نقص المناعة البشرية (HIV)ومتلقي الأعضاء المزروعة. قد يحدث المرض بصورة شديدة وتقدمية وسريعة الانتشار في مرضى فيروس العوز المناعي البشري. تشمل التشخيصات التفاضلية ساركومة كابوسي، والورم الحبيبي القيحي، والورم الوعائي، وفيروغا بيروانا، والأورام تحت الجلد. الآفات يمكن أن تؤثر على نخاع العظام، والكبد، والطحال، أو العقد الليمفاوية.

### الفرفرية الكبدية
برتونيلا هنسيلي هي العامل المسبب للفرفرية الكبدية، والذي يعرف بأنه تكاثر الأوعية الدموية في الشعيرات الدموية الكبدية الجيبية مما يؤدي إلى فراغات مليئة بالدم في الكبد في مرضى فيروس نقص المناعة البشرية ومتلقي الأعضاء المنزرعة. فرفرية الكبد يمكن أن تترافق مع فرفرية الطحال، فضلا عن الورم الوعائي العصوي في الجلد في مرضى فيروس نقص المناعة البشرية.

### حمى الخندق
حمى الخندق، تعرف أيضا باسم حمى الخمسة أيام أو حمى الكنتان، هي المظهر الأولي لعدوى البرتونيلا كوينتانا. وتتراوح الأعراض السريرية من عدوى بدون عرض إلى مرض شديد. وتشمل الأعراض الكلاسيكية مرض الحمى ذو البداية الحادة، والصداع، والدوخة، وآلام قصبة الساق. وتشمل مظاهر العدوى المزمنة نوبات الحمى والألم في بعض الحالات وتجرثم الدم الدائم لدى الجنود والمشردين.

## التشخيص
هناك العديد من الطرق المستخدمة لتشخيص عدوى البرتونيلا بما في ذلك المجهر، والتشخيص المصلي، وتفاعل البوليميراز المتسلسل (PCR)  يستخدم الفحص المجهري لمسحات الدم لتشخيص مرض كاريون (برتونيلا باسيليفورميس)، ولكن بالنسبة لأنواع البرتونيلا الأخرى، فإن الفحص المجهري وصبغة الفضة وسائل غير حساسة، وليست محددة للغاية، ولا يمكنها تمييز الأنواع. لا توصي مراكز مكافحة الأمراض (CDC) بالسحب من العقد الليمفاوية لأغراض التشخيص.

### علم الأمصالوالطرق القائمة على البروتين
تختبر«مقايسة الأجسام المضادة المناعية» وجود الأجسام المضادة في مصل الدم وتستخدم لتشخيص عدوى برتونيلا هنسيلي ذات البداية الحادة من أعراض مرض خدش القطة، يليها تفاعل البوليميراز المتسلسل لتأكيد النوع المعدي. يمكن استخدام مقايسة الأجسام المضادة المناعية بشكل عام لتأكيد تشخيص عدوى البرتونيلا، ولكنها محدودة التفاعل المضاد للأجسام المضادة مع أنواع البكتيريا الأخرى والتي يمكن أن تسبب نتائج إيجابية كاذبة، وتنوع المستضد يمكن أن يؤدي إلى نتائج سلبية كاذبة.
تهرب البارتونيلا في كثير من الأحيان من الاستجابة المناعية، وبالتالي قد لا يتم الكشف عن الأجسام المضادة حتى بالتزامن مع العدوى، مما يؤديدى إلى معدل مقايسة الأجسام المضادة المناعية سلبي كاذب يصل إلى 83٪ في المرضى المصابين بصورة مزمنة عندما تكون نتائج الاختبار الأخرى (على سبيل المثال عزل الكائن العضوي أو PCR) إيجابية. قد تتراوح حساسية مقايسة الأجسام المضادة المناعية (IFA) بين 14-100٪،  مما يسبب تناقض بين نتائج اختبار PCR والفحص المصلي. نتائج IFA الإيجابية لا تميز بين العدوى الحالية والتعرض المسبق.
إلايزا (الفحص المناعي المرتبط بالانزيم) هي طريقة أخرى استخدمت للكشف عن البرتونيلا، ولكن لها حساسية منخفضة (17-35٪). تم أيضا الإعلان عن لطخة ويسترن (تحليل مناعي) للكشف عن البروتين من البروتينات المرتبطة بالبروتونيلا، ولكن هذه الطريقة لا تظهر ملامح واضحة مناعية.

### تفاعل سلسلة البوليمرات (PCR)
تقول مراكز مكافحة الأمراض أن اختبار تفاعل سلسلة البوليميرات من خلال سحب دم لمرة واحدة ليس حساسا بما فيه الكفاية لاختبار البرتونيلا هنسيلي،  ويمكن أن يؤدي إلى معدلات عالية من السلبية الكاذبة  وذلك بسبب حجم العينة الصغير ومستويات أقل من الحد المطلوب من الكشف الجزيئي.
سلالة البارتونيلا هي بكتيريا معقدة بطيئة النمو، حيث يصعب نموها باستخدام أساليب الزراعة على لوحة الأجار الصلبة التقليدية بسبب المتطلبات الغذائية المعقدة واحتمالية انخفاض عدد البكتيريا المتداولة. هذه الطريقة التقليدية لزراعة البرتونيلا تتطلب فترة حضانة من لقيحة الدم مباشرة إلى لوحات الأجار الصلبة تمتد إلى 21 يوم بسبب بطء معدل النمو.

### إثراء الزراعة
تتحسن معدلات نمو البرتونيلا عند استزراعها في خطوة لقيحة عالية التغذية في وسط حشري سائل  مثل وسط النمو بارتونيلا α-بروتيوباكتيريا (BAPGM) أو وسط شنايدر دروسوفيلا المستندة على مسحوق الحشرات. عملت العديد من الدراسات على تحسين ظروف النمو لمزارع سلالة البروتونيلا في هذه الوسائط السائلة، مع عدم وجود تغيير في تعبيرات البروتين البكتيري أو تفاعلات المضيف في المختبر. تدعم الأوساط السائلة القائمة على الحشرات النمو وتشارك في زراعة ما لا يقل عن سبعة أنواع من البرتونيلا، مما يقلل من وقت زراعة البكتيريا ويسهل كشف تفاعل سلسلة البوليمرات وعزل أنواع البارتونيلا من عينات الحيوانات والمرضى. تبين البحوث أن الحمض النووي يمكن الكشف عنه بعد الاستخراج المباشر من عينات الدم ويصبح سلبيا بعد إثراء المزرعة، وبالتالي ينصح بالكشف عن سلسلة البوليمرات بعد استخراج العينة مباشرة وأيضا بعد الحضانة في مزرعة الإثراء. نجحت العديد من الدراسات في تحسين الحساسية والخصوصية باستخدام تضخيم PCR (قبل إثراء تفاعل سلسلة البوليمرات) وإثراء زراعة عينات سحب الدم، يليها تفاعل سلسلة البوليمرات (بعد إثراء تفاعل سلسلة البوليمرات) وتحديد تسلسل الحمض النووي.

### اختبار التسلسل
عند الإصابة بأنواع البرتونيلا بمستويات منخفضة وتدور بين الدم والأنسجة، قد يكون من الضروري سحب الدم عدة مرات بمرور الوقت للكشف عن العدوى.

## العلاج
علاج الأمراض التي تسببها أنواع البرتونيلا تشمل:
| المرض                                             | البالغين                                                        | الأطفال                       |
| ------------------------------------------------- | --------------------------------------------------------------- | ----------------------------- |
| Cat-scratch disease                               | Azithromycin + Rifampin                                         | Unknown                       |
| التهاب شبكية العين                                | Doxycycline + rifampin                                          | unknown                       |
| Trench fever or chronic bacteremia by B. quintana | Doxycycline + gentamicin                                        | unknown                       |
| Bacillary angiomatosis                            | Erythromycin or doxycycline                                     | Erythromycin                  |
| Peliosis hepatis                                  | Erythromycin or doxycycline                                     | Erythromycin                  |
| Endocarditis                                      | Doxycycline + gentamicin + rifampin or ceftriaxone + gentamicin |                               |
| Carrión´s disease (acute phase)                   | Ciprofloxacin or chloramphenicol                                | Chloramphenicol + beta-lactam |
| Carrión´s disease (chronic phase)                 | Rifampin or macrolides                                          | Rifampin or macrolides        |

رجحت بعض النظريات استخدام الأزيثروميسين.